# Leptogaster basilewskyi
Leptogaster basilewskyi är en tvåvingeart som beskrevs av Emile Janssens 1955. Leptogaster basilewskyi ingår i släktet Leptogaster och familjen rovflugor.
Artens utbredningsområde är Kongo. Inga underarter finns listade i Catalogue of Life.